# 法蒂克区
法蒂克区是塞内加尔的一个行政区，首府法蒂克。该区与冈比亚接壤。该区的海是大西洋
法蒂克区下设法蒂克（Fatick）、和三省。